# Bodendenkmal Schlade Grubenfeld

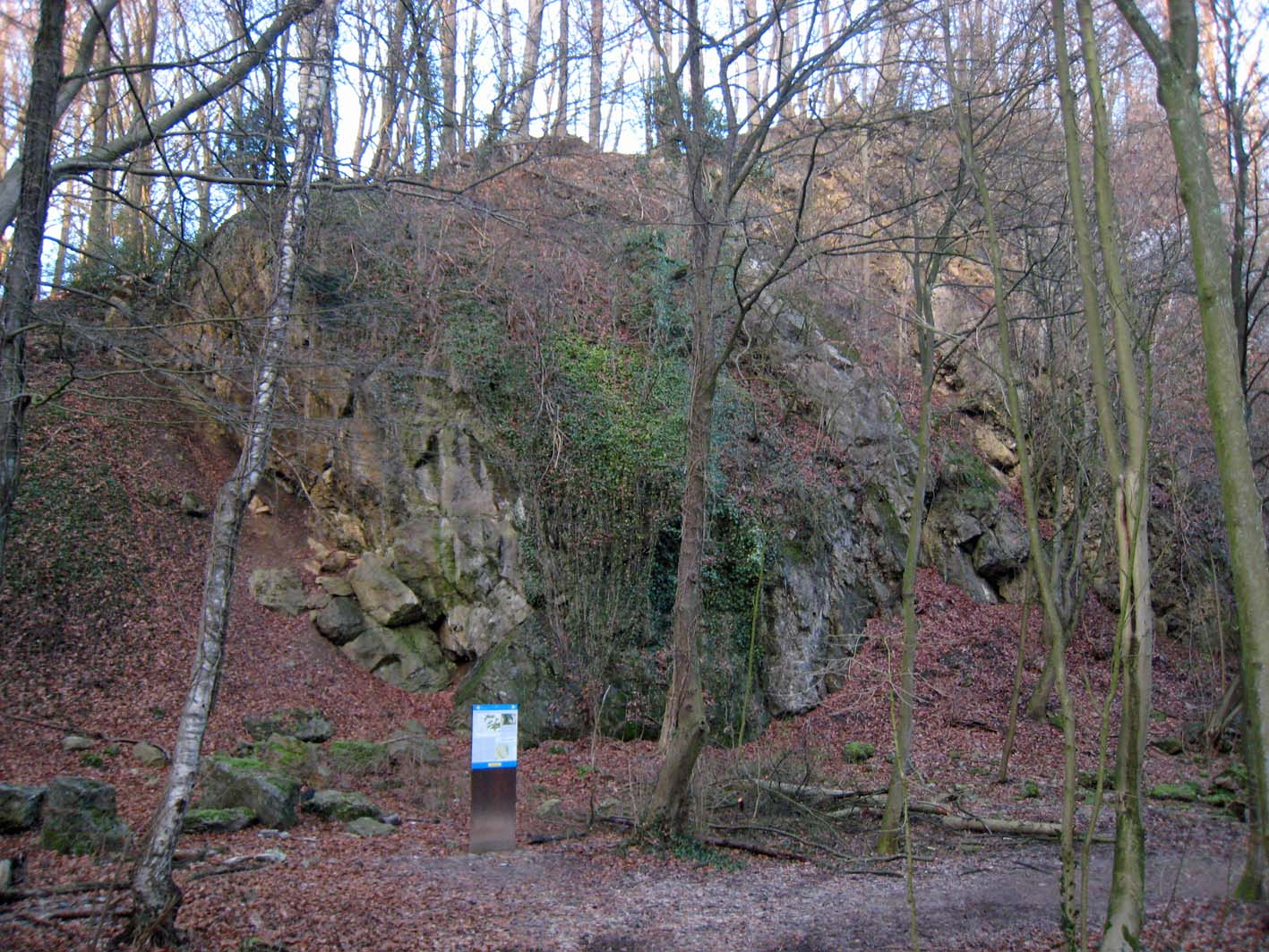
Aufschluss im Vorriff-Bereich

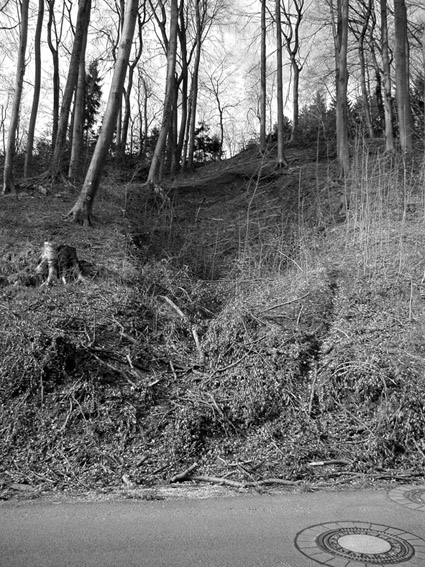
Die Pinge des verbrochenen Moll-Stollens der Grube Prinz Wilhelm

Das Bodendenkmal Schlade Grubenfeld erstreckt sich auf der nördlichen Seite der Straße In der Schlade zwischen Grube und Kley. Es handelt sich um ein Teilgebiet des Naturschutzgebiets Die Schlade im Stadtteil Hebborn von Bergisch Gladbach im Rheinisch-Bergischen Kreis.

## Geschichte
Das Gebiet des Bodendenkmals Schlade Grubenfeld verdankt sein heutiges Aussehen dem früheren Bergbau und der Gewinnung von Kalksteinen in den Steinbrüchen. Die Spuren des Bergbaus durch die Grube Prinz Wilhelm sind allerdings nur schwer zu erkennen, weil sie durch die späteren Steinbruch-Arbeiten beeinträchtigt wurden. Davon ausgenommen ist die Pinge des Moll-Stollens, die verbrochen ist und bis an die Straße reicht.

## Beschreibung
Die Felswand am Eingang zum Steinbruch Grubenfeld besteht aus massigen, grauen Kalksteinen. Hier lebten Korallen, Muscheln und Armfüßer, die von der Brandung zerrieben und zu mächtigen Bänken aufgeschichtet wurden. Dieser Bereich gehört zum Variszischen Gebirge, das sich im Erdaltertum quer durch Europa zog.
Das Profilbild des Steinbruchs zeigt ein mächtiges Stromatoporen-Blockriff mit Actinostroma, Stromatopora und Stromaporella. Neben den Stromatoporen finden sich in den massigen Kalksteinen auch
- Tabulaten wie zum Beispiel Heliolites, Favosites, Thamnopora und Striatopora, sowie Korallen als ästige und solitäre Rugosa.
- Auch eine reiche Fauna zeigt sich mit Scutellum, Ostrakoden und Brachiopoden.[2]

## Bodendenkmal
Das Gebiet ist unter Nr. 7 in die Liste der Bodendenkmäler in Bergisch Gladbach eingetragen.